# Джон Фрімен (автор)
Джон Фрімен (народився у 1974 р.) — це американський письменник та літературний критик. У 2009-2013 рр. обіймав посаду редактора журналу Granta, був колишнім президентом Національного кола книжкових критиків, а також публікував твори у майже 200 англомовних виданнях по всьому світу, серед The New York Times Book Review, Los Angeles Times, The Guardian та The Wall Street Journal. Нині він працює на посаді виконавчого директора у видавничому домі Knopf.

## Життєпис
Джон Фрімен народився в Клівленді, штат Огайо, США . Провів дитинство у Нью-Йорку, Пенсільванії й Каліфорнії, закінчив коледж Свортмор у 1996 році .

## Професійна діяльність
Перша книга Фрімена «Тиранія електронної пошти: чотиритисячолітня подорож до вашої поштової скриньки» була опублікована у 2009 році. Другий його твір, збірка інтерв’ю з провідними сучасними письменниками під назвою «Як читати романіста», була опублікована в США у 2013-му видавництвом Farrar, Straus and Giroux . У книзі представлені біографії Маргарет Етвуд, Джона Апдайка, Джеффа Дайера, Тоні Моррісон, Харукі Муракамі та інших.
Протягом шести років перебування на посаді члена правління Національного кола книжкових критиків Фрімен розпочав кампанію з підвищення обізнаності про скорочення висвітлення книжкової тематики в національних друкованих ЗМІ та за збереження розділів книжкових оглядів .
У грудні 2008 року він приєднався до британського журналу Granta, у травні 2009-го став виконувачем обов’язків редактора, а в жовтні того ж року його призначили головним редактором. Під час роботи в журналі Фрімен редагував матеріали Мері Гейтскілл, Кендзабуро Ое, Рана Дасгупта, Дінау Менгесту, Пітера Кері, Джанет Вінтерсон, Кіріно Нацуо, Віктора Лаваля, Герти Мюллер, Даніеля Аларкона, Воле Шоїнки, Александара Хемона, Салмана Рушді, Іюнь Лі, Тоні Д'Соузи, Колума Макканна, Нгугі Ва Тхіонго, Джорджа Сондерса, Марі Дарр'єсек, Джошуа Ферріса, Амінатти Форна, Джима Крейса, Річарда Руссо, Каміли Шемсі, Мо Яня, А.Л. Кеннеді, Мохсіна Хаміда і Чімаманди Адічі. Серед письменників, які дебютували в Granta під час роботи Фрімена, були Чінело Окпаранта, Філ Клей, Клер Вей Уоткінс і Марія Венегас . Він покинув команду журналу у 2013 році .
Фрімен редагує серію антологій художньої, нон-фікшн та поезії під назвою Freeman's, що випускає видавництво Grove/Atlantic. Перша антологія вийшла у жовтні 2015 року, нові виходять раз на рік . Пояснюючи своє бачення щодо проєкту, він каже: «Я хочу, щоб це був дім для великої форми. Сподіваюся, що він познайомить нових письменників, а великих надихне на щось інше, окрім написання книжок» . Його антології виходять щороку і нині перекладені італійською, китайською, румунською та іншими мовами.
Його поетична збірка «Карти» вийшла друком у 2017 році. Друга збірка під назвою «Парк» була опублікована у 2020-му.
Фрімен був членом журі Національної книжкової премії 2018 року за нон-фікшн  та Премії Гіллера Шотландського банку .
У 2014-2020 роках він редагував трилогію антологій про нерівність, зокрема «Казки двох міст», «Казки двох Америк» та «Казки двох планет» . Протягом цього часу працював виконавчим директором Літературного хабу .
Фрімен редагує щорічну поетичну антологію для італійського видання Edizioni Black Coffee разом з італійським перекладачем Даміано Абені. Серія має назву Nuova poesia americana (укр. Нова американська поезія) і містить вірші шести різних поетів (автори в першому томі це Трейсі К. Сміт, Терренс Гейс, Лейлі Лонг Солді, Робін Коста Льюїс, Наталі Діаз і Роберт Л. Хасс). Новий том буде публікуватися щороку в грудні.
Джон Фрімен є художником-резидентом Нью-Йоркського університету  та редактором журналів ZYZZYVA , Astra Magazine  та Orion Magazine .
Під час пандемії COVID-19 у співпраці з журналом Alta він заснував Каліфорнійський книжковий клуб, який щомісяця читає та обговорює знакові літературні твори, що стосуються Каліфорнії, під час zoom-дзвінка. Серед гостей заходу були Волтер Мослі, Максін Хонг Кінгстон, Наталі Діаз та Гектор Тобар .
Як виконавчий редактор до видавничої компанії Knopf Фрімен приєднався у 2021 році .

## Особисте життя
Письменник проживає у Нью-Йорку, США .

## Подальше читання
- Jane Ciabattari, "3 Questions for Granta Editor John Freeman", Critical Mass (National Book Critics Circle), 12 жовтня 2009.
- Radhika Jones, "Uncommon Readers – John Freeman and Nicole Aragi's combined library is the happy merging of bookishness as vocation and avocation" [Архівовано 2016-05-07 у Wayback Machine.], Book Forum, грудень/січень 2008.
- Roy Robins, "An interview with John Freeman", Granta, 8 червня 2009.
- Rosemary Sorensen[en], "An American in London", The Australian, 1 березня 2010.
- Clare Swanson, "Four Questions for John Freeman", Publishers Weekly, 6 августа 2014.
- Conrad Walters, "Late mail on writing", The Age, 21 листопада 2009.
- John Freeman page at Simon & Schuster.
- Ron Charles, "From Granta to 'Freeman's'", The Washington Post, 1 липня 2014.

## Зовнішні посилання
- Granta
- National Book Critics Circle
- John Freeman Maps on Youtube.com